# Manyang Lancok
Manyang Lancok is een bestuurslaag in het regentschap Pidie Jaya van de provincie Atjeh, Indonesië. Manyang Lancok telt 839 inwoners (volkstelling 2010).